# Michal Stoklásek
Jared Gerbino (...) è un giocatore di football americano ceco, che gioca come quarterback per i Přerov Mammoths.
Ha passato tutta la carriera ai Mammoths.

## Palmarès
- 1 Silver Bowl (Přerov Mammoths: 2019)
- 1 Bronze Bowl (Přerov Mammoths: 2017)